# 東光寺 (山県市)
東光寺（とうこうじ）は、岐阜県山県市小倉にある臨済宗妙心寺派の寺院。山号は富士山。本尊は聖観音菩薩。美濃三十三観音霊場第9番札所、美濃四国第64番札所である。

## 由緒
この寺は、室町時代の明応年間（1492年～1501年）に華翁頼舜の開基により、希雲が創建したもので、開山には東陽英朝が迎えられた。

## 文化財
- 本堂(山県市指定文化財)
- 円空仏観音坐像(山県市指定文化財)
- 東光寺境内(山県市指定名勝)

## 関連リンク
東光寺(Instagram)

ＨＰhttps://toukouji-gifu.jp/